# Iridopsis luciaria
Iridopsis luciaria là một loài bướm đêm trong họ Geometridae.